# Club Penguin
„Club Penguin“ е онлайн интерактивна игра в реално време, предлагана от Disney Interactive Games от 2005 до 2017 година. Предназначена е за деца между 6 и 14-годишна възраст.

## Кратка история
„Club Penguin“ започва под друго име през 2000 г. Experimental Penguins – собственост на Rocketsnail Games. През 2001 г. играта се закрива.
През 2003 г. се създава втора версия на играта – Penguin Chat – също собственост на Rocketsnail Games.
През 2005 г. RocketSnail Games съставя план да направи модернизира играта и да я направи безопасна и стартира „Penguin Chat 3“. Някои от нещата там съществуват и в Club Penguin.
А самата Club Penguin започва бета период през август 2005 г. и около 15 000 души биват избрани на случаен принцип. Става публично достъпна на 24 октомври 2005 г.
На 28 октомври 2005 г. (4 дни след публичното излизане на Club Penguin) Penguin Chat 3 се закрива.
През 2007 г. Sony и Disney имат интерес да купят играта, впоследствие първата се отказва, а втората я придобива.
През 2012 г. Club Penguin променя логото си.
През 2013 г. Disney публикува версия за iPad, а през април 2014 и за iPhone и iPod Touch. През декември същата година става достъпна и за Android.
През 2017 г. играта се закрива, но може да бъде играна.

## Описание
Club Penguin представлява малък леден остров, в който ти си пингвин, всеки от които представлява реален играч. В играта има над 20 сървъри. Те могат да участват в разнообразни игри, да общуват чрез чат и много други неща. Чатът се разделя на два вида – Ultimate Safe Chat (пише се свободно) и Standard Safe Chat (избрани реплики). В играта има партита, повечето спонсорирани от „Disney“, където играчите развиват профилите си с айтеми. „Club Penguin“ се охранява от модератори и от автоматична система за бан, където при нарушение се забранява достъпа до играта на профила за 72 часа, 24 часа или завинаги.
- 24 часа – за обида
- 72 часа – за мамене (взимане на дрехи, иглута или мебели чрез програми)
- завинаги – ако профилът има над 6 бана

Характеристиките на Club Penguin дават основание да бъде определяна като подходяща за деца.
Club Penguin има игри, които са за конзоли на компанията Nintendo. Към момента е публикувала три игри. Една за Wii – Club Penguin Game Day, а за DS – Club Penguin EPF: Herbert's Revenge и Club Penguin: Elite Penguin Force.
Пингвините могат да си вземат така наречените „пъфъли“ (puffles). Те са малки животинчета, наподобяващи малки пухчета, и помагат на собствениците си с развитието на профила му.
В играта също така има и известни пингвини, с които може да се срещаш с тях на партита.
1. Rockhopper (Рокхоппър) – пират с неговия червен пъфъл Yarr;
2. Cadence (Кедънс) – танцьорка, певица и ди-джей с нейния лилав пъфъл Lolz;
3. Gary (Гари) – изобретател с неговия син трицератопс пъфъл Darwin;
4. Rookie (Роки) – EPF агент, новобранец и помощник;
5. Aunt Arctic (Леля Артик) – редактор на вестника в играта и директор на агенцията, която защитава острова;
6. Sensei (Сенсей) – учител по карате;
7. Puffle Handler или PH (Пъфъл Треньор) – треньор на пъфълите, агент;
8. Herbert (Хърбърт) – зла полярна мечка с рака Klutzy, мрази шума (а покрай него и пингвините, защото имат шумни партита), както и агенцията;
9. Penguin Band (Пингвинската Банда) – Franky, G Billy, Petey K, Stompin Bob
10. Sam (Сам) – Саскуоч, който живее в горите на острова.
11. Merry Walrus (Веселият Морж) – Морж, който се появява в краткия филм на Disney „We Wish You a Merry Walrus“.

Пингвините над 40 дни могат да станат екскурзоводи и имат ролята да помагат на новите играчи. Различават се от другите пингвини с екскурзоводска шапка.
„Club Penguin“ имат собствена кампания – Coins for Change (Монети за Промяна) от 2007 година. Пингвините могат да дарят виртуални пари, като общия брой бива превръщан в долари и се даряват за благотворителни цели. Кампанията се провежда всеки декември.

## Club Penguin Island
„Club Penguin Island“ (кодово име Project: Super Secret) е подобрена версия на класическата игра Club Penguin. Тя е пусната на 29 март 2017 за Android и iOS устройства, и за Windows и macOS на 30 ноември 2017. Играта получава смесени отзиви от критиците, както и отрицателни мнения от играчите на нейния предшественик Club Penguin, твърдейки че играта не е същата, като оригиналната.
На 27 септември 2018 г. Disney потвърждава за предстоящото прекратяване на играта в писмо, получено от сайта Kotaku, както и на официална публикация в блога си. Тя бива премахната от Google Play и App Store на 20 ноември 2018 г. Изтеглянето за Desktop също бива премахнато един месец по-късно.
Последният ъпдейт на играта (1.13.0) е пуснат на 5 ноември 2018 г. Той включва офлайн режим, който прави играта достъпна за самостоятелна игра.
В 10 часа сутринта (8 часа преди Гринуич) Club Penguin Island затваря своите сървъри. Всички потребители, които играят Club Penguin Island по това време, получават съобщение за грешка, което им съобщава, че връзката е загубена. Онлайн режимът е спрян и остава само офлайн режим, който е активиран на 21 декември 2018 г. С изключение на съобщение за затваряне на бившите страници за поддръжка, всички URL адреси на Club Penguin Island пренасочват към официалния уебсайт на Disney.

## Club Penguin Rewritten
„Club Penguin Rewritten е пресъздаване на любимата игра на Disney, която е докоснала милиони и милиони детства по целия свят“, казват създателите чрез Twitter. „Целта на нашия сървър е да създаде безопасно, но приятно преживяване за онези, които искат да изпитат носталгия или да излязат и да се срещнат с нови приятели по целия свят. Ние се опитваме да направим всичко възможно да го направим възможно най-автентично, да внесем ново съдържание с куп обрати тук и там, за да запазим всички развълнувани за това, което ще дойде на острова.“
Платформата има четирима създатели: Джо, Джош, Луис и Тим – студенти във Великобритания. Те създават „Club Penguin Rewritten“ като страничен проект през февруари 2017 г. Изграждат го като доброволци и го предлагат напълно безплатно. Те могат да заобикалят законите за авторското право, благодарение на образователните закони за справедливо използване в САЩ.
Въпреки че четиримата собственици са имали предишен опит да работят по странични проекти, никой не се е справял с нещо, подобно на размера на Club Penguin Rewritten, чийто сървъри могат да държат до два милиона регистрирани потребители наведнъж.
Потребителите могат да преминат през играта, но не в по-модерните варианти, а през самия оригинал, които са играли, като са били деца. „От това, което сме видели лично, това определено е по-скоро носталгичен фактор за много хора, които играят играта“, казват създателите. „Сега определено има по-зряла публика в сравнение с преди.“

## Технология
„Club Penguin“ е Flash базирана с Action Script 3.0, създадена с помощта на „SmartFoxServer“ – сокет сървър, който се използва за игри в реално време. Използва се също за запазване на данните на потребител SQL бази данни.
„Club Penguin Island“ е базирана на Unity.